# Esteban Becker
Esteban Becker Churukian (ur. 31 sierpnia 1964 w Bernal) – argentyński piłkarz grający na pozycji pomocnika, a następnie trener piłkarski. Od 2015 jest selekcjonerem reprezentacji Gwinei Równikowej.

## Kariera piłkarska
Swoją karierę piłkarską Becker rozpoczął w 1974 roku w juniorach klubu Independiente. Trenował w nim do 1984 roku. Następnie grał w takich klubach jak Quilmes, CD Ciempozuelos i Loeches. Karierę zakończył w 1994 roku.

## Kariera trenerska
Swoją karierę trenerską Becker rozpoczął od prowadzenia hiszpańskiego klubu RSD Alcalá. Następnie pracował w takich klubach jak: UD San Sebastián de los Reyes, CD Ciempozuelos, CF Fuenlabrada i CD San Fernando. W latach 2012–2015 prowadził reprezentację Gwinei Równikowej kobiet. W 2015 został selekcjonerem reprezentacji mężczyzn tego kraju. W 2015 poprowadził ją w Pucharze Narodów Afryki, na którym Gwinea Rówinkowa zajęła 4. miejsce.